# Achille Rouquet
Pour les articles homonymes, voir Rouquet.
Achille Rouquet (1851-1928) est un graveur, journaliste et poète français.

## Biographie
Né à Carcassonne, Rouquet devient un ardent promoteur de la culture occitane et du félibrige, à travers 
d'abord de la Société de lecture, une bibliothèque importante qui devient les années suivantes un véritable cénacle. Puis il lance La Revue de l'Aude en 1886, devenue la Revue méridionale en 1895, illustrée de nombreuses gravures. On y croise les écrits d'Achille Mir, Frédéric Mistral, Roumanille, Auguste Fourès, Jean-Pierre Cros-Mayrevieille, Gaston Jourdanne, Timoléon Jaubert. La revue disparaît en 1916, en pleine guerre.
En 1892, il est également à l'initiative de l'Escola Audenco (École audoise du félibrige) qui organise à Carcassonne, en mai 1893, les manifestations de la Santo Estello présidées par Mistral. En 1902, il est nommé maître en gai savoir.
Il fut également parolier entre autres pour des airs composés par Paul Lacombe.
Marié avec Henriette Ramondenq, il a deux enfants, Jane (1879-?) et Auguste (1887-1956) qu'il pousse à se former à l'art de la gravure sur bois. Tous trois s'attellent à la production de gravures puis d'un ouvrage illustré remarquable, La Ville du passé publié en 1910 chez E. Roudière, et qui porte sur Carcassonne.
Il meurt à Paris 19e le 25 mai 1928.

## Œuvre
- Échos et chansons, Paris, H. Jouve, 1883.
- La Chanson des mois, Bordeaux, Grande imprimerie commerciale et administrative, 1885.
- Rondels..., Annonay, 1895.
- Les Chénier : portraits, lettres et fragment inédits, illustré de quatre photogravures artistiques hors texte et d'une eau-forte d'Adrien Nargeot, Paris, Aux bureaux de L'Artiste, 1891.
- Les Matins blonds. Rondel, poésie, musique de Paul Lacombe, Paris, A. Leduc [1899].
- Les Âmes des petits-enfants, musique de Paul Lacombe, Paris, A. Quinzard, s.d.
- Auguste Rouquet, La Ville du passé, gravures d'Achille et Jane Rouquet, Carcassonne, E. Roudière, 1910 ; rééd. Michel Jordy, 1925.